# Geronimo Meynier
Geronimo Meynier (Fiume, 5 luglio 1941 – Milano, 23 gennaio 2021) è stato un attore italiano.

## Biografia
Nel 1955 a Roma partecipò, quattordicenne, a un provino con il regista Franco Rossi, che lo scelse per la parte del protagonista nella pellicola Amici per la pelle, nell'unica sua interpretazione da attore bambino.
Dal 1957 al 1964 lavorò in molte produzioni, affermandosi come uno dei più promettenti giovani attori del cinema italiano. Su di lui puntarono alcuni dei migliori registi del tempo, da Alessandro Blasetti a Mario Monicelli, da Mario Camerini a Mario Mattoli. Meynier fu protagonista nel film Romeo e Giulietta (regia di Riccardo Freda, 1964), dopodiché si ritirò, ancora giovanissimo, dal mondo del cinema ed esercitò la professione di perito tecnico.
Visse per diversi anni a San Francisco. Rientrato in Italia, abitò nel quartiere milanese di Stadera.
Morì il 23 gennaio 2021 a 79 anni, per complicazioni da Covid-19.

## Filmografia
- Amici per la pelle, regia di Franco Rossi (1955)
- Guendalina, regia di Alberto Lattuada (1957)
- Il cocco di mamma, regia di Mauro Morassi (1957)
- Amore e chiacchiere, regia di Alessandro Blasetti (1958)
- Ragazzi della marina, regia di Francesco De Robertis (1958)
- Primo amore, regia di Mario Camerini (1959)
- Vacanze d'inverno, regia di Camillo Mastrocinque (1959)
- La grande guerra, regia di Mario Monicelli (1959)
- La cento chilometri, regia di Giulio Petroni (1959)
- Le notti dei teddy boys, regia di Leopoldo Savona (1959)
- Il magistrato, regia di Luigi Zampa (1959)
- Sotto dieci bandiere, regia di Duilio Coletti (1960)
- Totò, Fabrizi e i giovani d'oggi, regia di Mario Mattoli (1960)
- Stefanie in Rio, regia di Curtis Bernhardt (1960)
- Totòtruffa '62, regia di Camillo Mastrocinque (1961)
- Roma, episodio di L'amore a vent'anni, regia di Renzo Rossellini (1962)
- Dal sabato al lunedì, regia di Guido Guerrasio (1962)
- Romeo e Giulietta, regia di Riccardo Freda (1964)
- Totò Story, regia di Camillo Mastrocinque (1968)